# هاندلي بيج جت ستريم
هاندلي بيج جت ستريم (بالإنجليزية: Handley Page Jetstream)‏ هي طائرة إقليمية بمحركين أنتجت في 1967 ببريطانيا. من صناعة هاندلي بيج. كان أول طيران لها في 18 أغسطس 1967. دخلت الخدمة في 1969، انتهت خدمتها في 11 RAF 2003. صنع منها 66 طائرة.